# Walter Odington
 (avril 2023).
Si vous disposez d'ouvrages ou d'articles de référence ou si vous connaissez des sites web de qualité traitant du thème abordé ici, merci de compléter l'article en donnant les références utiles à sa vérifiabilité et en les liant à la section « Notes et références ».
Walter Odington, né à une date inconnue et mort en 1330, est un moine bénédictin, scientifique et théoricien de la musique anglais. Il est également connu sous le nom de Walter d'Evesham par quelques auteurs qui l'ont confondu avec un certain Walter d'Eynsham, qui a vécu environ cinquante ans plus tôt.
Au cours de sa vie religieuse, il se trouve d'abord à Evesham, puis se retire à Oxford, où il est engagé dans des travaux astronomiques et mathématiques dès 1316.

## Œuvres
Il écrit principalement sur des sujets scientifiques. Son œuvre De Speculatione Musices est d'abord publiée sous sa forme intégrale dans les Scriptores d'Edmond de Coussemaker ; les autres œuvres sont en manuscrit seulement. Dans ce traité, écrit à Evesham certainement avant 1316, l'auteur a rassemblé pratiquement toutes les connaissances de la théorie musicale de son époque. Hugo Riemann avance que c'est Odington qui, avant la fin du XIIIe siècle, a établi sur des bases théoriques la consonance des tierces mineures et majeures.
On énumère les travaux suivants :
- De Speculatione Musices
- Ycocedron, un traité d'alchimie
- Declaratio motus octavæ spheræ
- Tractatus de multiplicatione specierum in visu secundum omnem modum
- Ars metrica Walteri de Evesham
- Liber quintus geometriæ per numeros loco quantitatum
- Calendar for Evesham Abbey